# Trifolium heldreichianum
Trifolium heldreichianum là một loài thực vật có hoa trong họ Đậu. Loài này được Hausskn. miêu tả khoa học đầu tiên.